# Diada de Sant Esteve
Sant Esteve és la diada que ve després de Nadal, això és, el 26 de desembre, celebració de Sant Esteve màrtir.

## Orígens
La festivitat de l'endemà de Nadal (igual que el Dilluns de Pasqua Florida) responia a la necessitat funcional de disposar de prou temps per tornar a peu, generalment, des del mas pairal on s'havia celebrat la festa fins al domicili de cadascun dels diversos membres de la família. L'extrema dificultat de viatjar de nit obligava, sempre, a ajornar el viatge de retorn fins a l'endemà i, per tant, quedava com un dia no-útil a efectes laborals; i així fins a derivar en dia festiu. La dita popular "Per Nadal, cada ovella al seu corral; per Sant Esteve, cada ovella a casa seva" descriu molt bé aquest fenomen social, gregari o de clan, entorn del mas pairal en les festes assenyalades.
Segons diversos relats històrics als quals diversos historiadors donen crèdit, l'Imperi Carolingi va establir que fos festa l'endemà de cada Pasqua (Nadal, Pasqua Florida, Pasqua Granada) i potser per això aquesta festa se celebra a alguns països europeus que es trobaven sota influència d'aquest imperi.

## Als Països Catalans
A Catalunya, és tradicional que la família es reuneixi a menjar amb l'altra meitat que no havia pogut el dia anterior. Al Principat és tradicional menjar canelons de primer i pollastre farcit o tall rodó de segon. De postres hi sol haver neules i torrons.
Al País Valencià la mateixa festivitat també es coneix com a Segon dia de Nadal, i fou festiu fins a la dècada dels 90. La tradició és menjar amb la família paterna, ja que el dia de Nadal és tradició menjar amb la família materna.
A les Illes Balears la mateixa festivitat es coneix com a Segona Festa de Nadal o la Mitjana Festa.

## Església ortodoxa
L'Església Ortodoxa celebra la festivitat el 27 de desembre, excepte en el cas d'aquelles esglésies nacionals que segueixen el calendari julià (per exemple, l'Església Ortodoxa Russa), essent llavors el dia 9 de gener segons el calendari gregorià.